# Борьба на летних Олимпийских играх 1924
На летних Олимпийских играх 1924 года проводились соревнования как по вольной, так и по греко-римской борьбе. Соревнования проводились только среди мужчин.

## Общий медальный зачёт
| Место | Страна         | Золото | Серебро | Бронза | Всего |
| ----- | -------------- | ------ | ------- | ------ | ----- |
| 1     | Финляндия      | 4      | 7       | 5      | 16    |
| 2     | США            | 4      | 1       | 1      | 6     |
| 3     | Швейцария      | 2      | 1       | 2      | 5     |
| 4     | Швеция         | 1      | 2       | 1      | 4     |
| 5     | Эстония        | 1      | 0       | 1      | 2     |
| 6     | Франция        | 1      | 0       | 0      | 1     |
| 7     | Венгрия        | 0      | 1       | 1      | 2     |
| 8     | Бельгия        | 0      | 1       | 0      | 1     |
| 9     | Великобритания | 0      | 0       | 1      | 1     |
| 9     | Япония         | 0      | 0       | 1      | 1     |

## Медалисты

### Вольная борьба
| Категория   | Золото                      | Серебро                   | Бронза                         |
| ----------- | --------------------------- | ------------------------- | ------------------------------ |
| до 56 кг    | Кустаа Пихлаямяки Финляндия | Каарло Мякинен Финляндия  | Брайан Хайнс США               |
| до 61 кг    | Робин Рид США               | Честер Ньютон США         | Кацутоси Найто Япония          |
| до 66 кг    | Рассел Вис США              | Волмар Викстрём Финляндия | Арво Хаависто Финляндия        |
| до 72 кг    | Герман Гери Швейцария       | Эйно Лейно Финляндия      | Отто Мюллер Швейцария          |
| до 79 кг    | Фриц Хагеман Швейцария      | Пьер Оливье Бельгия       | Вильхо Пеккала Финляндия       |
| до 87 кг    | Джон Спеллман США           | Рудольф Свенссон Швеция   | Шарль Куран Швейцария          |
| свыше 87 кг | Гарри Стил США              | Анри Вернли Швейцария     | Арчи МакДональд Великобритания |

### Греко-римская борьба
| Категория     | Золото                      | Серебро                       | Бронза                    |
| ------------- | --------------------------- | ----------------------------- | ------------------------- |
| до 58 кг      | Эдуард Пютсеп Эстония       | Ансельм Альфорс Финляндия     | Вяйнё Иконен Финляндия    |
| до 62 кг      | Каарло Антилла Финляндия    | Алексантери Тойвола Финляндия | Эрик Мальмберг Швеция     |
| до 67,5 кг    | Оскар Фриман Финляндия      | Лайош Керестеш Венгрия        | Карл Вестерлунд Финляндия |
| до 75 кг      | Эдвард Вестерлунд Финляндия | Артур Линдфорс Финляндия      | Роман Штейнберг Эстония   |
| до 82,5 кг    | Карл Вестергрен Швеция      | Рудольф Свенссон Швеция       | Онни Пеллинен Финляндия   |
| свыше 82,5 кг | Анри Деглан Франция         | Эдиль Розенквист Финляндия    | Раймунд Бадо Венгрия      |